# Monumentos antiguos de México. Palenque y otras ruinas de la antigua civilización mexicana
Monumentos antiguos de México. Palenque y otras ruinas de la antigua civilización mexicana (Monuments anciens du Mexique (Palenque, et autres ruines de l'ancienne civilisation du Mexique, título original en francés) es una obra de Charles Étienne Brasseur de Bourbourg de 1866.
Brasseur de Bourbourg, un sacerdote católico francés, llegó a México por primera vez en 1841. Hacia 1864 y contando con la amistad de Maximiliano de Habsburgo, continuó sus labores investigativas en el país. El entonces emperador llegó a ofrecerle el Ministerio de Educación y la Dirección de Museos yBibliotecas del Imperio mexicano, cargo que Brasseur no aceptó.